# Phreatoicoides wadhami
Phreatoicoides wadhami là một loài chân đều trong họ Hypsimetopidae. Loài này được Nicholls miêu tả khoa học năm 1943.